# 454-та дивізія охорони (Третій Рейх)
454-та дивізія охорони (Третій Рейх) (нім. 454. Sicherungs-Division) — піхотна дивізія німецьких сухопутних військ, що виконувала завдання охорони тилу військ Вермахту за часів Другої світової війни.

## Історія
454-та дивізія охорони була створена 19 березня 1941 року в місті Трахенберг у 8-му військовому окрузі (нім. Wehrkreis VIII) на базі частин 221-ї піхотної та штабу 454-ї дивізії особливого призначення.
454-та дивізія охорони здійснювала охорону тилів і комунікацій військ, що діяли на передовій. Хоча, зазвичай, охоронні дивізії не представляли собою суттєвої бойової сили (були призначені для охорони важливих тилових об'єктів, знищення залишків частин і підрозділів противника, які залишились в тилу, боротьби з партизанами) та деякі з них все ж використовувались і для ведення бойових дій, у тому числі і 454-та дивізія.
22 червня 1941 дивізія була підпорядкована командуванню 103-го тилового району оборони групи армій «Південь» вже в перші дні війни вступила в бій з частинами 72-ї гірсько-стрілецької дивізії Червоної Армії. У жовтні 1941 року дивізія контролювала територію Овруцького, Коростенського і Житомирського районів України, при цьому командуванню дивізії було підпорядковано до 6 000 українських поліцаїв (в основному з числа емігрантів, які прийшли з німцями, а також колишніх військовополонених). Згодом, в жовтні — грудні 1941 року, разом з частинами 339-ї, 707-ї піхотних, 221-ї, 286-ї, 403-ї охоронних дивізій та кавалерійської бригади СС 454-та дивізія охорони забезпечувала охорону тилів групи армії «Центр», яка наступала на Москву.
Чорними днями для дивізії стали дні з 12 по 14 травня 1942 року, коли частини дивізії в складі VIII-го армійського корпусу 6-ї армії опинились на вістрі удару радянських військ, які наступали на Харків. В ході цих боїв дивізія фактично перестала існувати. Спочатку, внаслідок удару 41-ї стрілецької дивізії полковника В. Г. Баєрського за підтримки 48-ї танкової бригади полковника О. П. Сильнова був розгромлений вщент один з полків, згодом 411-та сд полковника Пєсочина та 266-та сд полковника Таванцева зломили супротив інших частин дивізії і прорвались до річки Оріль. Уведені в прорив війська 6-го кавалерійського корпусу (генерал-майор Носков) і 7-ї танкової бригади (полковник Юрченко) переслідували залишки частин дивізії до Козачого Майдану. Внаслідок панічного відступу дивізії командувач 6-ї армії генерал-полковник Паулюс був вимушений відвести назад на 10 кілометрів весь VIII-й армійський корпус. Цей епізод став переломним у подальшій історії 454-ї дивізії охорони. Уже в червні — липні 1942 року дивізія формується про принципу іноземних частин вермахту та СС, коли при загальному німецькому командуванні підрозділи сформовані не з німців, а громадян інших національностей. У 454-й дивізії були створені два дивізіони з донських та кубанських козаків по 700 шабель в кожному.
В листопаді — грудні 1942 року 1-й та 11-й козачі дивізіони діяли в районі Ставрополя. В лютому 1943 року до складу дивізії був включений козачий кавалерійський полк «Юнгшульц», сформований влітку 1942 року у складі 1-ї танкової армії вермахту. З початку формування полк мав два ескадрони: один німецький, другий з козаків — перебіжчиків. Згодом на підступах до Кавказу до полку був влитий козачий ескадрон, сформований у Сімферополі, та дві сотні, сформовані за рахунок жителів кубанських станиць.
У листопаді 1943 року 454-та охд охороняла тили 4-ї танкової армії, яка 16-18.11.43 розпочала контрнаступ на Київ вздовж Житомирського шосе. Після невдалого наступу дивізія поволі відходила на захід, спочатку в район Рівного (січень 1944), а згодом і до Західного Бугу.
У липні 1944 дивізія остаточна розгромлена в бою під Бродами. Офіційно розформована 5 серпня 1944.

## Райони бойових дій
- Німеччина (березень — червень 1941);
- СРСР (південний напрямок) (червень 1941 — серпень 1944).

## Командування

### Командири
- генерал-лейтенант Рудольф Кранц (нім. Rudolf Krantz) (19 березня — 29 вересня 1941);
- генерал-лейтенант Герман Вільк (нім. Hermann Wilck) (29 вересня — 9 грудня 1941);
- генерал-лейтенант Гельмут Кох (нім. Hellmuth Koch) (9 грудня 1941 — 25 квітня 1944);
- оберст Йоахім Вагнер (нім. Joachim Wagner) (25 квітня — 1 травня 1944);
- генерал-майор Йоганнес Недтвіг (нім. Johannes Nedtwig) (1 травня — 22 липня 1944).

## Нагороджені дивізії
|  | Кавалери Золотого Німецького Хреста                                                                        | 6 |
|  | Кавалери Лицарського хреста Залізного хреста                                                               | 1 |
|  | Кавалери Почесної відзнаки Сухопутних військ «Почесна застібка на орденську стрічку для Сухопутних військ» | 2 |

- Нагороджені Сертифікатом Пошани Головнокомандувача Сухопутних військ (1)

## Бойовий склад 454-ї дивізії охорони
- штаб дивізії
- 375-й піхотний полк
- 454-й рейтарський ескадрон
- III-й дивізіон 221-го артилерійського полку
- 829-й батальйон зв'язку
- 375-й загін постачання

- штаб дивізії
- 360-й полк охорони
- 375-й полк охорони
- 454-й східний козачий полк
- III-й дивізіон 221-го артилерійського полку
- 454-й «Східний» інженерний батальйон
- 829-й батальйон зв'язку
- 375-й загін постачання